# Atac Banzai

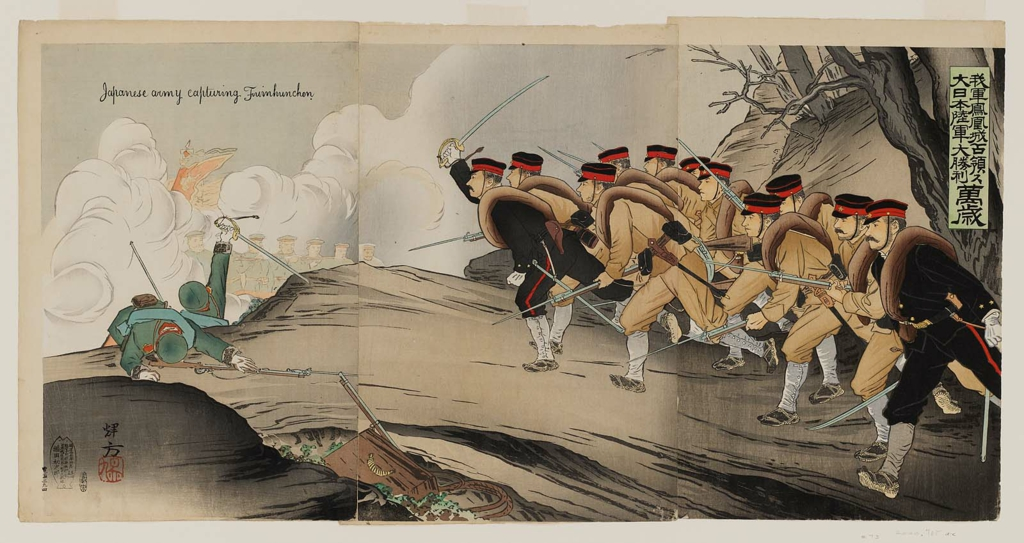
Atac banzai în Războiul ruso-japonez

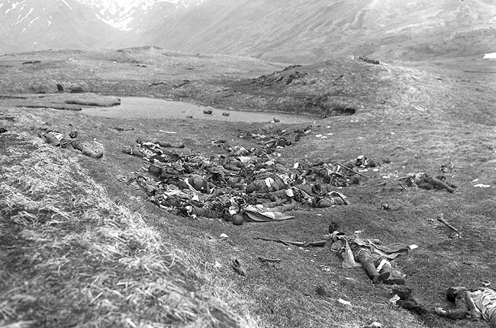
Soldați japonezi morți după unul dintre atacurile banzai din timpul bătăliei de la Attu din 29 mai 1943.

Atacul Banzai este denumirea care a fost dată de forțele aliate din cel de-al Doilea Război Mondial pentru a se referi la atacurile cu valurile umane și organizate în formațiuni de unitățile de infanterie, când adesea se auzea strigătul banzai (zece mii de ani).
Acest termen derivă din strigătul de luptă "Tennōheika Banzai" (天皇陛下万歳? care înseamnă "Trăiască Majestatea Sa Împăratul Zece mii de ani") și a fost scurtat la banzai referindu-se în mod specific la tactica folosită de armata imperială japoneză în timpul războiului din Pacific. Această tactică a fost folosită atunci când comandanții japonezi ai batalioanelor de infanterie au prevăzut că o bătălie era pe cale să se piardă, ca un ultim efort de a contracara forțele sovietice sau americane, menit să evite capturarea, care conform Bushido era o rușine.
Atacul banzai este considerată a fi o metodă de gyokusai (玉砕? "bijuterie spartă"; sinucidere onorabilă), un atac suicidal sau sinucidere înainte de a fi capturat de inamic, cum ar fi seppuku.
Odată cu schimbarea revoluționară din Restaurarea Meiji și războaiele frecvente împotriva Chinei și Rusiei, guvernul militarist al Japoniei a adoptat conceptele de Bushido pentru a condiționa populația țării să fie ascultătoare ideologic față de împărat.
Impresionați de modul în care samuraii erau antrenați să se sinucidă atunci când exista pericolul ca să fie umiliți, guvernul își educa militari, că este o umilință mai mare să se predea inamicului decât să moară onorabil.

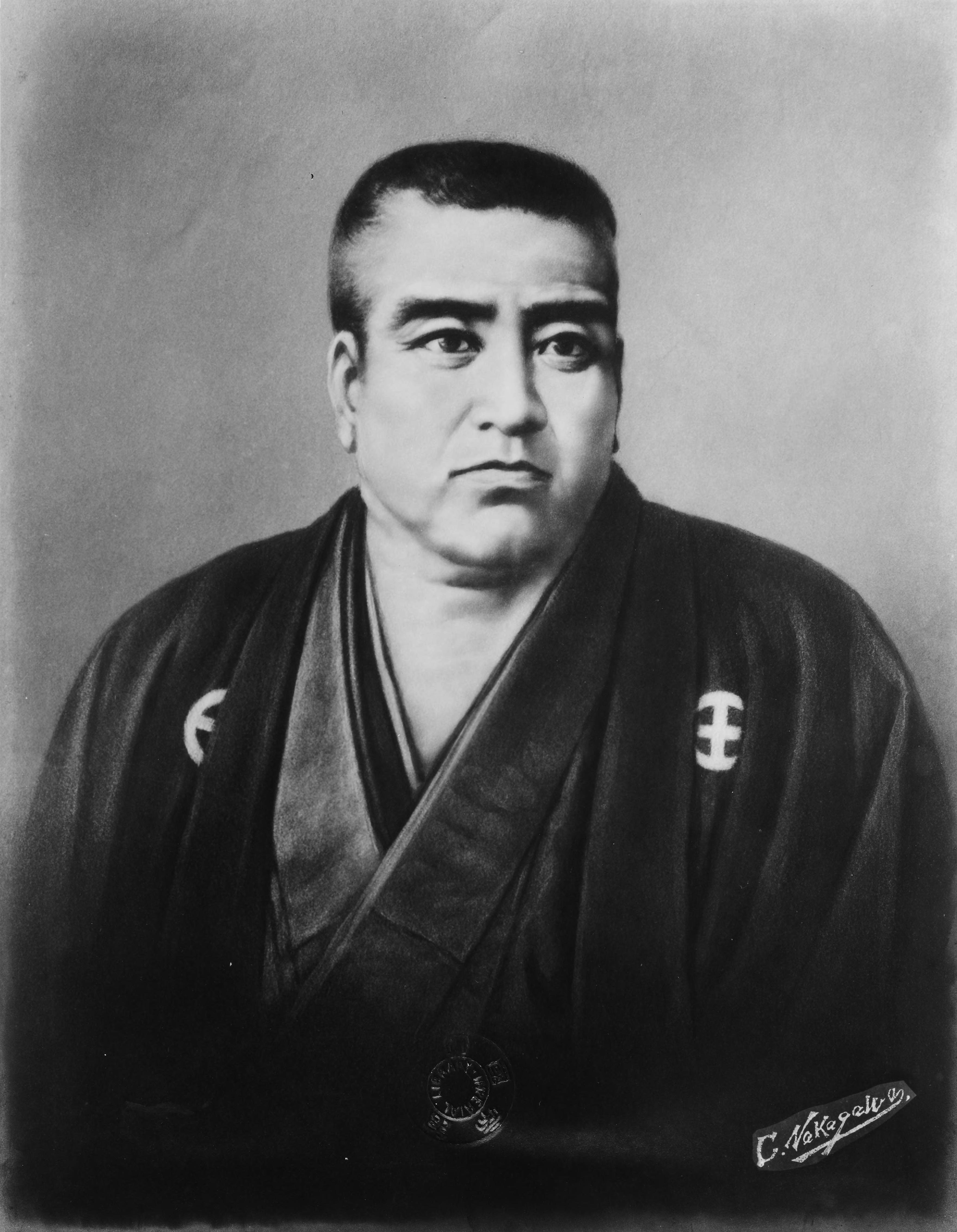
Atacul lui Saigo Takamori a inspirat guvernului că un atac sinucigaș este onorabil.

Sinuciderea lui Saigō Takamori, liderul samurailor în timpul Restaurației Meiji, a inspirat, ca națiunea să idealizeze moartea în luptă și să considere sinuciderea o acțiune finală onorabilă.
În timpul Asediului de la Port Arthur, atacuri cu valuri umane au fost efectuate de japonezi împotriva artileriei și mitralierelor ruse, care au ajuns să devină sinucigașe.
Aceste atacuri a fost foarte prost suportate de soldații aliați care apără, dintre care mulți se temeau de ele. În majoritatea insulelor unde americanii au debarcat pe câmpul de luptă din Pacific, forțele americane erau atacate, de obicei în noaptea de după aterizare. Ofițerii japonezi și-au condus soldații la asalt cu katanele proprii care, folosind baionete și grenade de mână (primele adesea legate de capătul unui băț pentru a fi folosite ca suliță), au atacat pozițiile inamice într-o mulțime neorganizată. După un astfel de atac, japonezii pierdeau mulți oameni, în urma căreia rezistența lor era în curând distrusă.
În anii 1930, japonezii au descoperit că acest tip de atac este eficient în China. A devenit o tactică militară acceptată în armata japoneză, unde forțele japoneze mai slabe din punct de vedere numeric, folosindu-se de pregătirea lor superioară în luptă și baionetele, au reușit să învingă forțele chineze mai mari. Japonezii de aici nu s-au confruntat cu arme automate ci mai degrabă cu puștile simple a chinezilor, care nu puteau trage la fel de repede ca o mitralieră.
Americanii au avut de a face cu primul atac sinucigaș din noaptea zilei de 11 mai 1943 la Attun, din insulele Aleutine. 
Cel mai grav atac banzai a avut loc pe insula Saipan, care a început în zorii zilei de 7 iulie 1944, care s-a soldat cu 4.300 de japonezi și 450 de americani morți, cu această ocazie a murit și eroul de la Pearl Harbor, contraamiralul Chūichi Nagumo: răniții japonezi declanșau grenade de mână, dau erau decapitați de ofițerul lor, femei și copii se aruncau în masă de pe stânci în mare, în această apocalipsă de trei zile, conform unii nu a existat nicio sinucidere colectivă fanatică de această amploare de la căderea Masadei.